# Gimme Back My Bullets
《Gimme Back My Bullets》는 미국의 서던 록 밴드 레너드 스키너드의 네 번째 스튜디오 음반으로, 1976년 2월 2일에 발매되었다. 톰 다우드가 프로듀싱을 맡았으며, 빌보드 200 차트에서 20위를 기록하였다. 이 음반은 1981년 1월 20일, 미국 음반 산업 협회로부터 골드 인증을 받았다.

## 평가
| 전문가 평가              | 전문가 평가 |
| 평가 점수                | 평가 점수   |
| 출처                     | 점수        |
| ------------------------ | ----------- |
| AllMusic                 | [ 2 ]       |
| Christgau's Record Guide | B+          |
| Rolling Stone            | (mixed)     |

《레코드 월드》는 타이틀곡에 대해 "이 밴드가 가장 편안하게 느끼는, 탄탄한 기타 중심의 곡이다"라고 평했으며, "비트는 배드 컴퍼니를 연상시키며 폭풍 같은 공격성을 지닌다"고 언급했다.
긍정적인 평가를 남긴 로버트 크리스트가우는 이렇게 밝혔다. "로니 반 잰트는 그 총알들을 '펜대를 굴리는 놈들' (그건 나뿐 아니라 당신도 포함될 걸)한테 쏘려는 걸지도 모르지만, 그렇다고 그를 쓰러뜨릴 이유는 없다. 사실, 그 반대다. 그의 매력은 언제나 비타협적인 자기 말을 직설적으로 하는 방식에 있었다. 안타깝게도 음악 쪽은 포리스트 힐스 출신의 앨 쿠퍼 같은 양키식 계산이 좀 필요해 보인다. 내 생각에 그는 음반마다 두 개쯤의 훅은 만들어줬고, 뉴저지주 출신으로 다시 태어난 신자가 된 기타리스트 에드 킹은 지금의 두두거리기만 하는 호니컷 삼형제보다 훨씬 더 강한 기타 필을 들려줬었다."

## 곡 목록
| #  | 제목                           | 작사·작곡                 | 재생 시간 |
| -- | ------------------------------ | ------------------------- | --------- |
| 1. | 〈Gimme Back My Bullets〉      | 게리 로싱턴, 로니 반 잰트 | 3:28      |
| 2. | 〈Every Mother's Son〉         | 앨런 콜린스, 반 잰트      | 4:56      |
| 3. | 〈Trust〉                      | 콜린스, 로싱턴, 반 잰트   | 4:25      |
| 4. | 〈(I Got the) Same Old Blues〉 | J. J. 케일                | 4:08      |

| #  | 제목                               | 작사·작곡               | 재생 시간 |
| -- | ---------------------------------- | ----------------------- | --------- |
| 1. | 〈Double Trouble〉                 | 콜린스, 반 잰트         | 2:49      |
| 2. | 〈Roll Gypsy Roll〉                | 콜린스, 로싱턴, 반 잰트 | 2:50      |
| 3. | 〈Searching〉                      | 콜린스, 반 잰트         | 3:17      |
| 4. | 〈Cry for the Bad Man〉            | 콜린스, 로싱턴, 반 잰트 | 4:48      |
| 5. | 〈All I Can Do Is Write About It〉 | 콜린스, 반 잰트         | 4:16      |

## 인증
| 국가                       | 인증 | 판매량/출하량 |
| -------------------------- | ---- | ------------- |
| 미국 (RIAA)                | 골드 | 500,000^      |
| ^출하량을 기반으로 한 인증 |      |               |